# Passe-vite
 (avril 2011).
Si vous disposez d'ouvrages ou d'articles de référence ou si vous connaissez des sites web de qualité traitant du thème abordé ici, merci de compléter l'article en donnant les références utiles à sa vérifiabilité et en les liant à la section « Notes et références ».

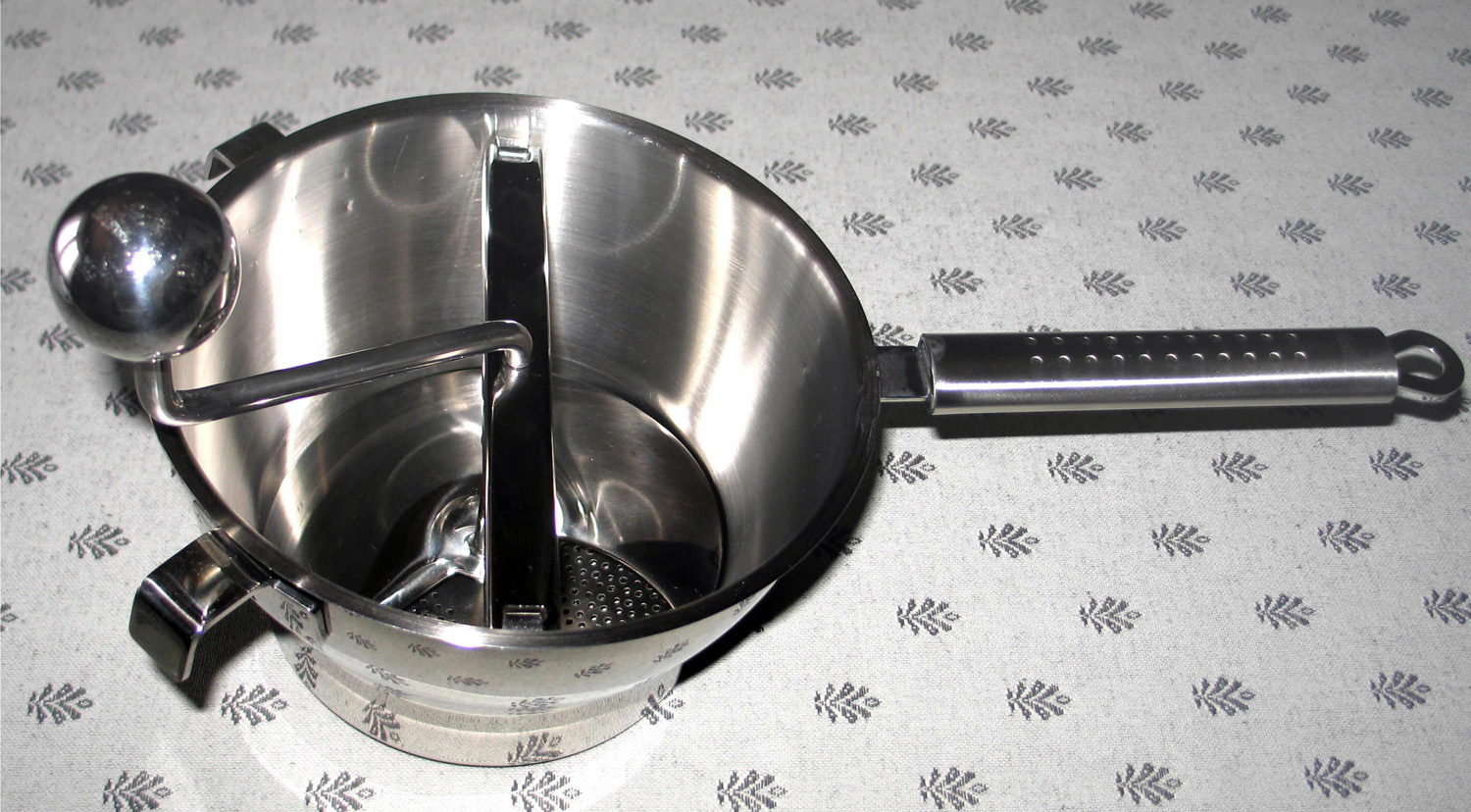
Photo d'un Passe-Vite en acier inoxydable.

Le Passe-Vite est le nom commercial donné par son inventeur, Victor Simon, au moulin à légumes, marque devenue nom commun. Cet ustensile ménager consiste en « un système de passoire qui est destiné au travail de la cuisine, et au moyen de laquelle on arrive, plus rapidement et à raison d’un effort moindre, à passer soit les légumes, soit d’autres comestibles ».

## Histoire
Le 31 mars 1928, est délivré à Monsieur Victor Simon, 125, rue du Polychène à Morlanwelz (Belgique), un brevet d’invention pour passoire d’action rapide pour légumes et autres comestibles par le Ministère belge de l’industrie du travail et de la prévoyance sociale sous le n° 348610. La marque Passe-Vite est enregistrée le 2 mars 1928 et le premier enregistrement international intervient le 18 novembre 1929.
« Si l’on adopte cet appareil pour des travaux culinaires, on peut arriver en une minute à y faire passer la quantité de légumes qui est nécessaire pour un repas de huit personnes, et ce avec toute facilité, sans l’inconvénient de faire passer du même coup les peaux et parties coriaces (haricots, tomates, etc) grâce au ressort qui exerce sa compression vers le bas. Le dispositif est en outre très solide, et se prête au traitement de n’importe quel comestible, purées, compotes, préparation de pâtisseries et ainsi de suite », lit-on en introduction au brevet.
L’exploitation industrielle de cette invention intervient en 1929, par la rencontre de Victor Simon et Richard Denis, quincaillier de son état, à qui le premier cède la moitié de ses droits à son brevet d’invention et ses brevets de perfectionnement, pour une somme de 100 francs belges de l’époque. Ils forment, le 31 mars 1929, une société en nom collectif sous la raison sociale « Simon et Denis », qui aura pour objet « la fabrication et la vente d’articles de ménage en général et, en particulier, l’exploitation des brevets n° 275276, 351911, 279509, se rapportant à une passoire mécanique d’action rapide pour soupe, légumes, etc de la marque « Passe-Vite », perfectionnement n° 348610 ». La société prend la forme d’une société anonyme en 1935 et s’installe à Carnières (Belgique), inaugurant la participation des cadres au capital de l’entreprise : des parts sont détenues par le directeur d’usine, le comptable, et les représentants commerciaux principalement. 
La société sera déclarée en faillite le 6 mars 1978, cinquante ans après la date de l’invention qui l’a justifiée, et cela, même si, entre-temps, d’autres produits sont venus étoffer le catalogue : un passe-vite à manche amovible, une râpe à légume, une persillette, une râpe à fromage, un moulin à café de la marque PAVI, un mixeur électrique, etc. Le slogan publicitaire est resté et trouve sa source dans le descriptif même de l’invention : « Passe-Vite est une passoire mais toutes les passoires ne sont pas des Passe-Vite ».